# Words of Love
Words of Love (englisch sinngemäß für: „Worte der Liebe“) ist ein Lied von Buddy Holly, das 1957 als Single veröffentlicht wurde. Komponiert wurde es ebenfalls von Buddy Holly.
1964 wurde Words of Love von der britischen Band The Beatles auf ihrem Studioalbum Beatles for Sale veröffentlicht.

## Hintergrund

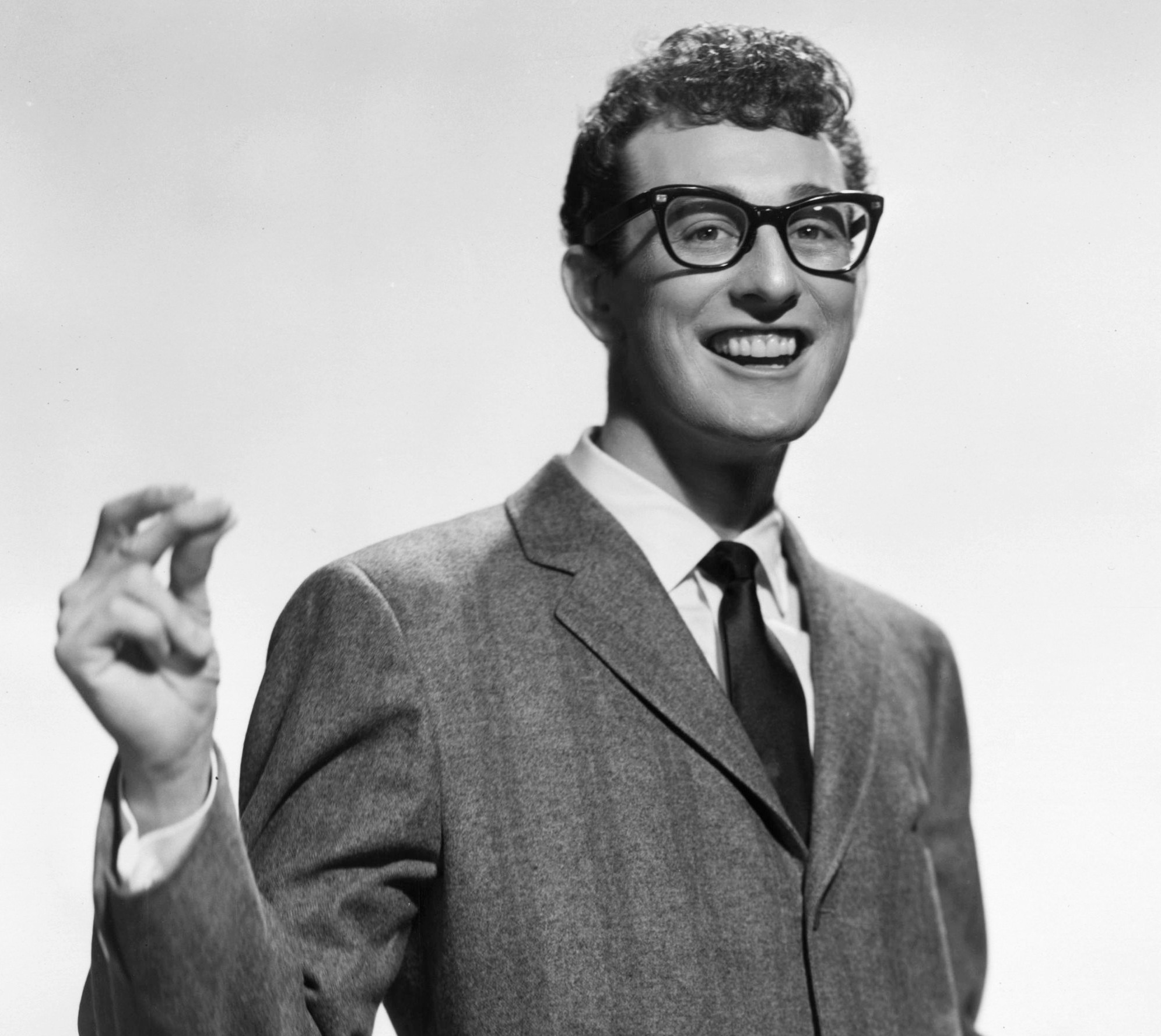
Buddy Holly

Words of Love wurde als Eigenkomposition von Buddy Holly als A-Seite für seine Single aufgenommen, die B-Seite ist Mailman, Bring Me No More Blues.
Die Single konnte sich nicht in den Charts platzieren, aber die Aufnahme von The Diamonds erreichte Platz 13 der US-amerikanischen Charts, da der Musikverlag Peer-Southern die Komposition anderen Künstlern angeboten hatte. Die Version von The Diamonds erschien einen Monat vor Buddy Hollys Version und war somit dessen erster kommerzieller Erfolg als Komponist.
Die Beatles spielten die A-Seite der Single Words of Love 1964 für das Album Beatles for Sale ein, die B-Seite Mailman, Bring Me No More Blues nahmen sie erst 1969 auf.
Words of Love gehörte zwischen 1958 und 1962 zum Liverepertoire der Beatles. Weitere Buddy-Holly-Lieder, die die Beatles live spielten, waren unter anderem That’ll Be the Day, Peggy Sue, Everyday, It’s So Easy, Maybe Baby, Think It Over, Raining In My Heart, Crying, Waiting, Hoping und Mailman, Bring Me No More Blues. Crying, Waiting, Hoping erschien 1994 auf dem Beatles-Album Live at the BBC.
Darüber hinaus inspirierte Buddy Holly John Lennon und Paul McCartney, selbst zu komponieren.
Paul McCartney sagte dazu: „Ein wichtiger Punkt bei den Beatles ist, dass wir begannen, unsere eigenen Stücke zu schreiben. Heutzutage ist das selbstverständlich, aber damals war es das nicht. John und ich begannen wegen Buddy Holly mit dem Songschreiben.“

## Aufnahme von Buddy Holly
Words of Love und Mailman, Bring Me No More Blues wurden am 8. April 1957 in Norman Pettys Clovis Studio in der Stadt Clovis in New Mexico von Buddy Holly eingespielt. Produzent der Aufnahmen war Norman Petty. Bei dem Lied Words of Love nahm Buddy Holly seinen Gesang doppelt auf. Er nutzte die Overdubbing-Technik und nahm auf das Tonband mit Words of love erneut seinen Gesang auf, ohne die bereits vorhandene Aufnahme zu löschen. Dies war zu dieser Zeit eher unüblich und experimentell.
Besetzung
- Buddy Holly: Leadgitarre, Gesang
- Joe B. Mauldin: Bass
- Jerry Allison: Schlagzeug

## Aufnahme der Beatles
Words of Love wurde am 18. Oktober 1964 in den Londoner Abbey Road Studios (Studio 2) mit dem Produzenten George Martin aufgenommen. Norman Smith war der Toningenieur der Aufnahmen. Die Band nahm insgesamt drei Takes auf, wobei der dritte Take auch für die finale Version verwendet wurde. Am 18. Oktober 1964 wurden noch sechs weitere Lieder aufgenommen: Kansas City / Hey Hey Hey Hey, I Feel Fine, Everybody’s Trying to Be My Baby, Rock and Roll Music, Mr. Moonlight und I’ll Follow the Sun. Darüber hinaus wurde noch weiter an Eight Days a Week gearbeitet.
Die Aufnahmen der sieben Lieder dauerten zwischen 14:30 und 23:30 Uhr.
Die Abmischung des Liedes erfolgte am 26. Oktober 1964 in Mono und am 4. November 1964 in Stereo. Bei der Monoversion des Albums wird das Lied Words of Love zehn Sekunden später ausgeblendet.
Besetzung
- John Lennon: Rhythmusgitarre, Gesang
- Paul McCartney: Bass, Gesang
- George Harrison: Leadgitarre
- Ringo Starr: Schlagzeug

## Veröffentlichungen
- Am 20. Mai 1957 wurde die Single Words of Love / Don’t say Goodbye von The Diamonds veröffentlicht.[4]
- Am 20. Juni 1957 erschien in den USA die Buddy-Holly-Single Words of Love / Mailman, Bring Me No More Blues auf dem Label Coral Records.[5] Am 20. Februar 1958 erschien das Album Buddy Holly von Holly, auf dem sich ebenfalls Words of Love befindet.[6]
- Am 13. November 1964 erschien in Deutschland das sechste Beatles-Album Beatles for Sale, auf dem Words of Love enthalten ist. In Großbritannien wurde das Album am 4. Dezember 1964 veröffentlicht, dort war es das vierte Beatles-Album.
- In den USA wurde Words of Love auf dem dortigen neunten Album Beatles VI am 14. Juni 1965 veröffentlicht.
- In Großbritannien erschien am 4. Juni 1965 die EP Beatles for Sale (No. 2), auf der sich ebenfalls Words of Love befindet.
- Anfang 1965 wurde in Costa Rica die Single Words of Love / Kansas City veröffentlicht.[7]
- Im Frühjahr 1965 erschien in Südafrika die Single Words of Love / Matchbox.[8]
- Für BBC Radio nahmen die Beatles unter Livebedingungen eine weitere Fassungen von Words of Love auf, die am 16. Juli 1963 im BBC Paris Theatre in London eingespielt wurde[9] und am 11. November 2013 auf dem Album On Air – Live at the BBC Volume 2 erschien.

## Weitere Coverversionen
- Jimmy Gilmer – Buddy’s Buddy (Buddy Holly Songs By Jimmy Gilmer)[10]
- Pete Best Band – Casbah Coffee Club[11]
- Jeff Lynne – Listen to Me: Buddy Holly[12]
- Patti Smith – Rave on Buddy Holly[13]